# 잔인한 사랑
《잔인한 사랑》(Cruel, Cruel Love)은 1914년에 키스턴 영화사에서 찰리 채플린이 출연한 단편 영화이다. 줄거리는 한 남자가 여자에게 오해를 받아 독을 투입하였는데 여자가 미안하다고 하자 기겁을 하면서 오버를 떨지만 독은 원래 그냥 맹물이었다는 이야기이다.

## 출연

### 주연
- 찰리 채플린
- 에드가 케네디
- 민타 더피
- 앨리스 대번포트

### 조연
- 글렌 카벤더
- 빌리 길버트
- 체스터 콘클린

## 에피소드

### 기적적으로 발견된 필름
이 영화는 50년 동안 필름이 사라졌었다. 그러다가 남아메리카에서 기적적으로 발견되어 복원하였다.현재 우리가 보는 필름은 이 복원된 필름이다.

## 같이 보기
- 찰리 채플린의 영화 목록
- 키스턴 영화사